# Bernd Riege

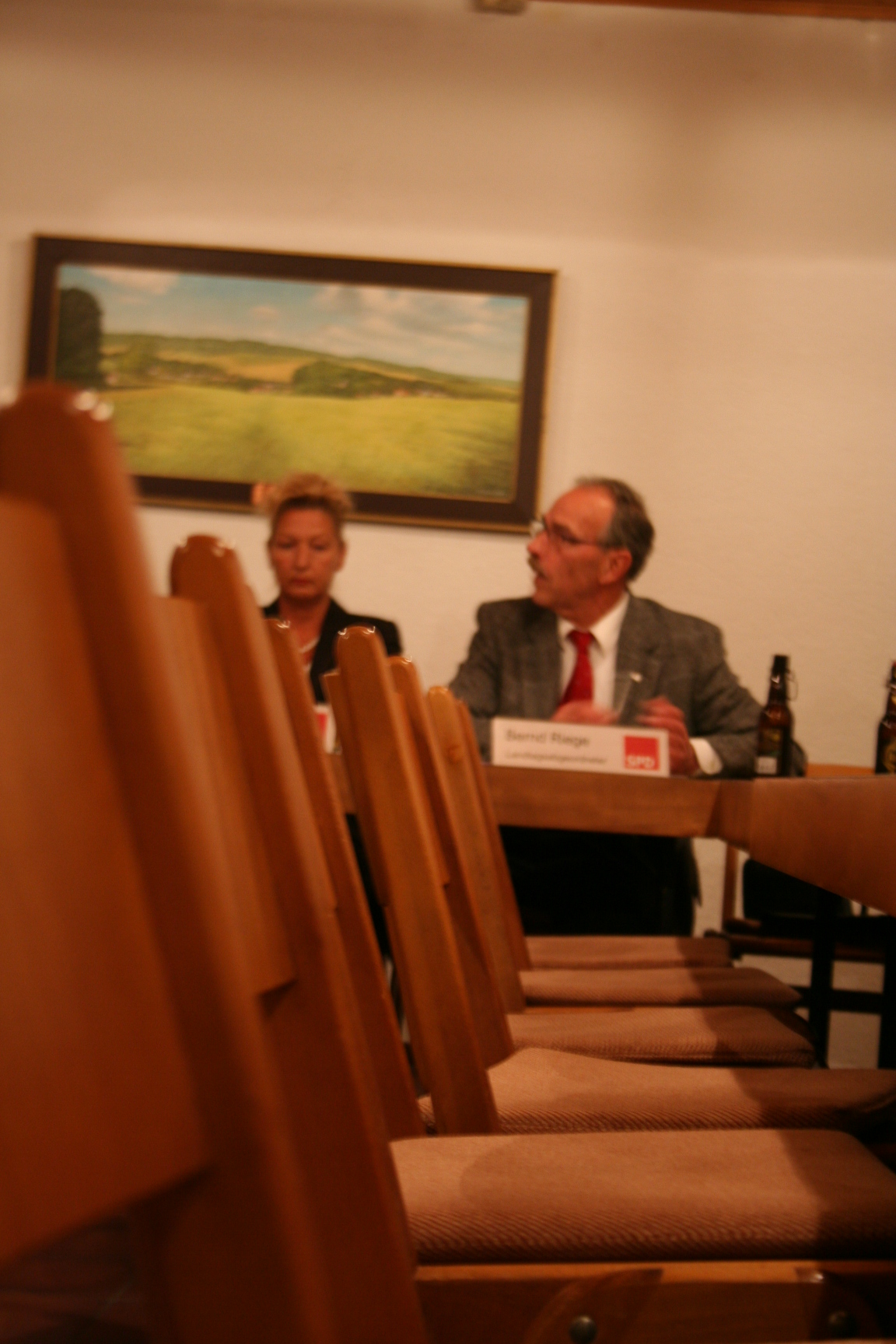
Bernd Riege (2007)

Bernd Riege (* 11. Januar 1941 in Jena) ist ein hessischer Politiker (SPD) und ehemaliger Abgeordneter des Hessischen Landtags.

## Ausbildung und Beruf
Nach der Mittleren Reife erfolgte von 1958 bis 1960 eine Metallfacharbeiterlehre. Danach bildete er sich in der Abendschule weiter, arbeitete von 1960 bis 1968 als Metallfacharbeiter und Konstrukteur. Von 1968 bis 1971 studierte er Maschinenbau/Kunststofftechnik an der FH Darmstadt und arbeitete anschließend von 1971 bis 1973 als Maschinenbauingenieur. Von 1972 bis 1975 folgte erneut ein Gewerbelehrerstudium an der TU Darmstadt und von 1975 bis 1995 die Tätigkeit als Berufsschullehrer für Metallberufe sowie von 1977 bis 1995 Fachleiter am Studienseminar für Berufliche Schulen.

## Politik
Seit 1968 ist Riege Mitglied der SPD und war von 1977 bis 1987 SPD-Vorsitzender in Ober-Ramstadt.
Von 1972 bis 2001 war er Stadtverordneter in Ober-Ramstadt und dort von 1989 bis 1999 Stadtverordnetenvorsteher.
Abgeordneter im hessischen Landtag war er seit dem 5. April 1995 und dort Stellvertretender Vorsitzender im Ausschuss für Wirtschaft und Verkehr seit 5. April 2003 sowie Mitglied im Kulturpolitischer Ausschuss und Theaterbeirat beim Staatstheater Darmstadt. Bei den Landtagswahlen 1995 und 1999 wurde er im Wahlkreis Darmstadt-Stadt II direkt gewählt. Bei der Landtagswahl in Hessen 2003 wurde er letztmals (über die Landesliste) gewählt und schied am 5. April 2008 aus dem Landtag aus. 
Im Jahr 2004 war er Mitglied der 12. Bundesversammlung.